# Scapania affinis
Scapania affinis là một loài rêu tản trong họ Scapaniaceae. Loài này được (Ångström) Ångström miêu tả khoa học lần đầu tiên năm 1845.